# Irenei Steenberg

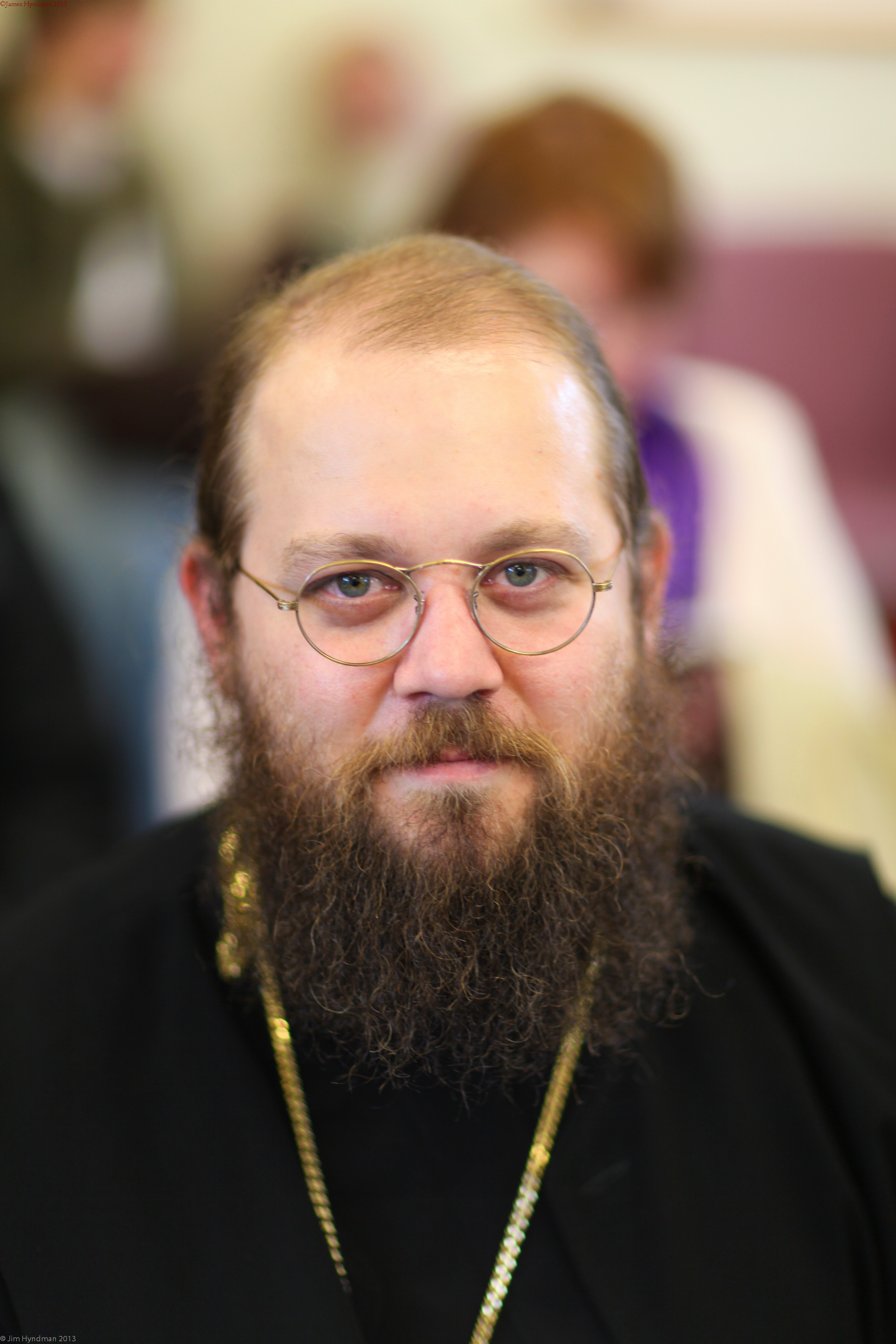
Archimandrit Irenei auf der Diözesankonferenz der Diözese von Surosch im Jahr 2013

Irenei Steenberg (* 7. Dezember 1978; bürgerlicher Name: Matthew Craig Steenberg) ist ein US-amerikanischer orthodoxer Theologe und russisch-orthodoxer Bischof der Diözese von Großbritannien und Westeuropa der Russischen Orthodoxen Kirche im Ausland mit Sitz in London, der Cathedral of the Nativity of the Most Holy Mother of God and the Holy Royal Martyrs.

## Leben

### Frühes Leben und akademische Karriere
Steenberg wurde im Dezember 1978 auf einem Marinestützpunkt der USA auf der japanischen Insel Okinawa geboren. Er wuchs in Moscow, Idaho auf und absolvierte ein Studium am St. Olaf College. Mit einem Marshall Scholarship ging er 1997 an die Oxford University, wo er unter Bischof Kallistos Ware studierte. An der Universität von Oxford promovierte Steenberg auch im Bereich Patristikstudien und Kirchengeschichte. Anschließend wurde er dort Teaching Fellow für Patristik und frühe Kirchengeschichte. Ab 2007 bis 2010 wirkte er als Professor für Theologie und Religiöse Studien an der Leeds Trinity University.

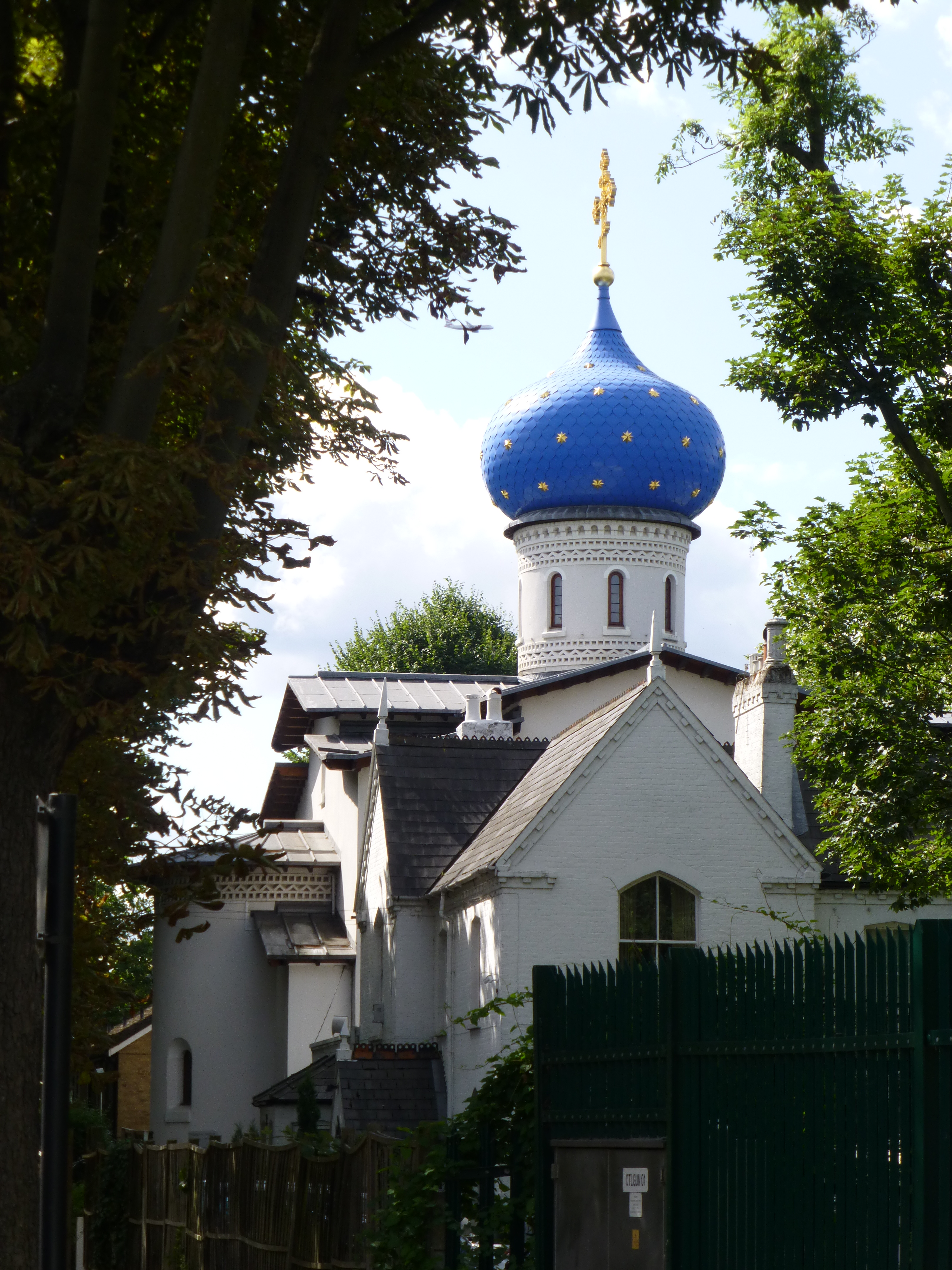
Kathedrale des Bistums in Chiswick, London

### Kirchlicher Werdegang
Nachdem er bereits im Jahr 2007 zum Diakon geweiht worden war, kehrte er 2010 in die USA zurück, nach San Francisco, wo er im selben Jahr zuerst am 8. März zum Mönch geschoren und kurz darauf (14. März) in der Kathedrale der Heiligen Jungfrau zum Priester geweiht wurde. In San Francisco diente er folgend auch als Geistlicher in der St.-Tichon-Gemeinde. Am Fest des Tichon von Sadonsk, dem 13. August 2011, wurde er in den Rang eines Archimandriten erhoben. Im Jahr 2015 wurde er Abt des neugegründeten St.-Siluan-Klosters in Sonora, Kalifornien. Die Bischofsweihe erhielt Irenei 2016 mit dem Titel Bischof von Sacramento, wobei er gleichzeitig zum Vikarbischof von San Francisco ernannt wurde. Seit dem Folgejahr wirkte er beginnend als Administrator der Gemeinden der ROKA in Großbritannien und ab 2018 schließlich als Bischof der Diözese von Großbritannien und Westeuropa, erst unter Titel Bischof von Richmond und Westeuropa und seit dem 27. Juni 2019 als Bischof von London und Westeuropa. Bis zu seiner Übersiedlung nach Großbritannien 2019 übte er noch seine Rolle als Abt des Klosters aus.
Bischof Irenei sitzt im Obersten Rat der Orthodoxen Palästina-Gesellschaft und ist Leiter des Synodalsekretariats für interorthodoxe Beziehungen der Russisch-Orthodoxen Kirche im Ausland.

## Veröffentlichungen (Auswahl)
- Irenaeus on Creation. The Cosmic Christ and the Saga of Redemption. Brill, Leiden, Boston 2008, ISBN 9789004166820.
- Of God and Man. Theology as Anthropology from Irenaeus to Athanasius. T&T Clark, London 2009, ISBN 978-0567033703.
- Beginnings of a Life of Prayer. St. Herman Press, Platina 2012, ISBN 978-1-887904-29-2.
  - dt.: Anfänge eines Lebens im Gebet. Edition Hagia Sophia, Wachtendonk 2023, ISBN 978-3963211621.
- The Pursuit of Godliness. Five Centuries on Spiritual Ascent. Holy Trinity Publications, Jordanville 2024, ISBN 9780884654995.